# Kamienica Carla Rose w Bydgoszczy
Kamienica Carla Rose w Bydgoszczy – kamienica położona w Bydgoszczy przy ul. Gdańskiej 51.

## Położenie
Budynek stoi w zachodniej pierzei ul. Gdańskiej, między ul. Śniadeckich, a Cieszkowskiego.

## Charakterystyka
Kamienicę wzniesiono w latach 1903–1904, według projektu właściciela, budowniczego Carla Rose. Jest to okazały, 4-piętrowy i 8-osiowy budynek, którego fasada w środkowej części zaakcentowana jest trójkondygnacyjnym wykuszem oraz zwieńczona szczytem o falistym wykroju. W bocznych osiach fasady znajdują się balkony, a na 4 piętrze loggie. Dekoracja fasady pierwotnie eklektyczna z elementami secesji, została w większości usunięta po 1945 roku.
W kamienicy w lipcu 1926 roku obok „Kawiarni Wiejskiej" otwarto Oddział Biura Kolejowego „Orbis", gdzie sprzedawano bilety kolejowe krajowe i zagraniczne. Również w 1926 r. warszawski fryzjer Zygmunt Grabowski otworzył w kamienicy salon fryzjerski i sklep z perfumami i kosmetykami „Zygmunt".